# 학교 밖 청소년
학교밖청소년은 학교를 다니지 않는 청소년을 이르는 말이다. 초·중등교육법에 따르면 제2조의 초등학교·중학교 또는 이와 동일한 과정을 교육하는 학교에 입학한 후 3개월 이상 결석하거나 제14조 제1항에 따라 취학의무를 유예한 청소년, 고등학교 또는 이에 준하는 학교에서 같은 법 제18조에 따른 제적·퇴학처분을 받거나 자퇴한 청소년, 진학하지 않은 청소년을 말한다. 카터 빅터 굿은 '정규학교 교육기간동안 학교성원으로 있다가 중등학교를 졸업하거나 교육프로그램을 마치기 전에 학교로부터 제적당하거나 자퇴하는 청소년'이라 정의하였다. 전학이나 복학 등으로 학업을 지속하거나 사망하여 중단한 경우 학교밖청소년이라 하지 않는다.

## 역사
1990년대 미국에서는 일반교육과정의 중퇴자와 학생들의 학업성취도 저하에 대한 우려가 확산되었다. 2001년 교육혁신을 선언한 부시 대통령은 공화당의 지지에 힘입어 2002년 아동 낙오 방지법안을 통과시켰다. 대한민국에서는 2000년대 초반부터 학업중단 청소년을 위한 대책을 마련하는 논의가 개시되었고, 민관이 대안교육시설, 지역사회 안전망 구축을 위하여 노력하고 있다.

## 원인
사하라 이남 청소년들의 경우 주요 학업중단 원인은 성차별, 질병, 가정 문제 등이 있다.

## 대책
독일의 경우 모든 국민이 경제적 이유로 수학하지 못하는 경우가 없도록 국가가 교육에 관한 모든 비용을 지불한다.

## 사회적 손실

### 경제적 손실
청소년이 가족의 보호를 받지 못하는 상태에서 학업을 중단하여 교육권을 박탈당한다면 개인적인 부적응, 낙오는 물론 지속적인 사회적 비용과 손실을 초래하게 된다. 미국 내에서, 학교를 그만두어 초래되는 경제적 피해는 연 88억 달러, 이들의 범죄로 인한 피해는 32억 달러 인 것으로 추산된다.
건강 문제
재학청소년은 초등학교 1, 4학년, 중학교 1학년, 고등학교 1학년 시기에 검진기관에서 건강검진을 실시하며 나머지 학년은 체중, 키 측정, 소변검사, 구강검사, 전 학년 공통으로 체력검사를 실시함으로써 질병, 저체력자, 비만자들을 조기에 찾아낼 수 있는 반면에 학교 밖 청소년은 상대적으로 정기점진을 받기가 용이하지 않아 건강검진 사각지대에 놓여있다. 이를 방지하고자 국민건강보험공단, 여성가족부, 보건복지부에서 학교 밖 청소년 건강검진을 시행한다.

## 같이 보기
- 가출
- 등교 거부
- 재택학습